# Yucca
Slægtens danske navn er egentlig Yucca, men mange overfører navnet fra én af arterne, så slægtens populært kaldes for Palmelilje. Det er planter af Agave-familien med træagtig stamme, smalle stive blade og store grønlighvide hængende blomster. Visse arter afgiver yuccafibre som kan bruges i tekstilfabrikation, og en 5-6 arter bruges i fremstillingen af den alkoholiske drik tequila.
| Beskrevne arter |

- Elefantfodyucca (Yucca elefantipes)
- Trævlet palmelilje (Yucca filamentosa) – se nedenfor.
- Bleg palmelilje (Yucca flaccida) – 99% af alle hårdføre "Yucca filamentosa" er i virkeligheden denne art!
- Tequilayucca (Yucca tequilana)

| Andre arter |

| - Yucca aloifolia - Yucca angustissima - Yucca arkansana - Yucca baccata - Yucca baileyi - Yucca brevifolia - Yucca campestris - Yucca cernua - Yucca constricta - Yucca elata | - Yucca faxoniana - Yucca filifera - Yucca glauca - Yucca gloriosa - Yucca guatemalensis - Yucca harrimaniae - Yucca madrensis - Yucca neomexicana - Yucca periculosa - Yucca reverchonii | - Yucca rupicola - Yucca schidigera - Yucca schottii - Yucca thompsoniana - Yucca torreyi - Yucca treculeana - Yucca utahensis |

## Galerie
- Yucca aloifolia
- Yucca angustissima var. avia
- Yucca baccata
- Yucca baccata var. baccata
- Yucca baccata var. brevifolia
- Yucca brevifolia
- Yucca carnerosana
- Yucca cernua
- Yucca decipiens
- Yucca elata
- Yucca faxoniana
- Yucca filamentosa
- Yucca filifera
- Yucca flaccida
- Yucca gigantea
- Yucca glauca
- Yucca gloriosa
- Yucca gloriosa var. recurvifolia
- Yucca harrimaniae
- Yucca intermedia
- Yucca pallida
- Yucca periculosa
- Yucca reverchonii
- Yucca rigida
- Yucca rostrata
- Yucca rupicola
- Yucca schidigera
- Yucca schottii
- Yucca standleyi
- Yucca thompsoniana
- Yucca torreyi
- Yucca treculeana
- Yucca utahensis

## Eksterne link
Benny's netsted med masser af viden om Yucca Arkiveret 3. april 2005 hos  Wayback Machine